# 倉科さやか
倉科 さやか（くらしな さやか、1986年4月9日‐）は、日本のAV女優。東京都大田区羽田出身。
スリーサイズ:B87(D)・W60・H85。

## 略歴
2008年にAVデビュー。

## 出演作品

### アダルトビデオ
2008年
- あなたに催眠術をかけるDVD （8月21日、SODクリエイト）
- 公共の営業中サウナに全裸の女優を放り込め!! 5 （10月20日、ブリット）…オムニバス作品
- ケツ毛美人しか愛せない。 （10月23日、SODクリエイト）
- イキまくり変態娘 3 （11月7日、クリスタル映像）…オムニバス作品
- ガチンコAV　エロい女頂上決戦!! （12月18日、SODクリエイト）
- 僕の勃起したチ○ポでまんずりアクメ （12月25日、竜宮城）…オムニバス作品

2009年
- アソコの匂いと味 （1月6日、ONE MORE）…オムニバス作品
- 女子高生のおっぱいが舐めたい （1月16日、OFFICE K'S）…オムニバス作品
- 初めてのお触り 2 （1月22日、Hunter）…オムニバス作品
- 人妻 電マ爆イキ! 面接 VOL.1 （2月20日、大洋図書）…オムニバス作品
- 人間便器(3月5日　ROCKET) スモール型人間小便器
- 食事している女に大量ザーメンぶっかけたい！　お食事中に顔射して食ザー 無反応のまま精子と一緒に美味そうに完食しろ!!（5月21日、ROCKET）

2010年
- エロビアン VOL.2（3月5日、虎堂）
- 聖☆おま♥こ女学園（4月2日、映天）オムニバス作品
- 花咲ナカバのレズビアンサークル ラブラブカップルデート編 (9月3日、虎堂)
- 何度も何度もイキまくるオナニー2 (10月1日、オフィスケイズ)オムニバス作品
- 見て！さわって！ヤレる！わんぱくジャングルツアーズ（11月4日、ATOM）

2011年
- 開かずの間浣腸（1月20日、プールクラブ・エンタテインメント）
- ザ･アナルオナニー No3（3月11日、流鏑馬グラフィティ）
- あ〜やらしい!21 喉汁女のヌルヌル糸引きフェラ（4月1日、映天）
- ヤブサメ2011BEST OF BEST 10時間SP（12月23日、流鏑馬グラフィティ）